# Port Loko (stad)
Port Loko is de hoofdplaats van het Port Loko district in de Noordelijke Provincie van Sierra Leone. 
Het stadje ligt ongeveer 70 kilometer ten noordoosten van de hoofdstad van Sierra Leone, Freetown, en heeft 21.961 inwoners volgens de volkstelling van 2004. De plaats ligt aan de Port Loko rivier, die uitmondt in de Sierra Leone Rivier.
De grootste groep van de bevolking bestaat uit Temne. In de stad wordt voornamelijk Temne en Engels gesproken. Port Loko ligt op de weg van Freetown naar de grens met Guinea.